# La Nuit de Saint-Germain-des-Prés
Cet article concerne le roman. Pour l'article sur le film, voir La Nuit de Saint-Germain-des-Prés (film).
La Nuit de Saint-Germain-des-Prés est un roman policier français de Léo Malet, paru initialement sous le titre Le sapin pousse dans les caves en 1955 aux Éditions Robert Laffont. L’auteur modifie le titre en 1973, à l’occasion de la parution du roman dans Le Livre de poche. Le nouveau titre est repris pour toutes les éditions ultérieures et par le film homonyme de Bob Swaim, sorti en 1977. C'est le quatrième des Nouveaux Mystères de Paris, série ayant pour héros Nestor Burma.

## Résumé
Pendant un mois de juin orageux, Nestor Burma est engagé par M. Grandier, représentant une compagnie d’assurances, afin de retrouver des bijoux volés, sans doute en possession de Charlie Mac Gee, un noir ancien musicien de jazz devenu caïd et trafiquant de drogue.
Burma se rend au Diderot-Hôtel où réside le gangster, mais ne découvre  que son cadavre. Son enquête lui fera fréquenter la faune littéraire et intellectuelle qui se presse dans les cafés et les caves du quartier. Parmi eux le célèbre Germain Saint-Germain, alias « le fabricant de best-sellers », qui donne une fête dans son appartement, rue Guynemer, en l'honneur de la môme Taxi, élue Miss Poubelle.  Le détective suit une piste qui le conduit au veilleur de nuit du Diderot-Hôtel, qu'il trouve en train de lire La Tête d'un homme de Simenon dans l'appartement de sa copine. Il ne parvient pas à en tirer grand-chose et, quand il retourne le voir peu après, il retrouve un corps sans vie. Rapidement, le détective file le type à l'allure de veuf qu'il a remarqué sortant de l'immeuble à son arrivée. Le suspect le conduit tout droit au 36, quai des Orfèvres, siège de la police. Burma en perd son latin.
Quelques jours passent, et le détective trouve sur le paillasson de son bureau un paquet qui contient les bijoux volés, devenus trop compromettants. Puis, les événements se bousculent, car la môme Taxi a disparu. Et toute l'enquête trouve une résolution explosive dans l'appartement de Germain Saint-Germain, où tous ceux qui ont un lien avec l'affaire se trouvent finalement réunis.

## Aspects particuliers de l'ouvrage
Le roman se déroule dans le 6e arrondissement de Paris.
Le lieu du récit est l'occasion pour l'auteur de brosser une féroce satire du milieu littéraire et intellectuel de Paris. 

## Éditions
- Éditions Robert Laffont, 1955, sous le titre Le sapin pousse dans les caves
- Le Livre de poche no 3567, 1973, sous le titre La Nuit de Saint-Germain-des-Prés
- Éditions des Autres, 1979, sous le titre La Nuit de Saint-Germain-des-Prés
- Fleuve noir, Les Nouveaux Mystères de Paris no 5, 1982, sous le titre La Nuit de Saint-Germain-des-Prés
- 10/18, Grands détectives no 1811, 1986, sous le titre Le sapin pousse dans les caves
- Éditions Robert Laffont, collection Bouquins, 1986 ; réédition en 2006 (La dernière réédition en 2006 confirme La Nuit de Saint-Germain-des-Prés comme titre définitif.)
- Fleuve noir, Les Nouveaux Mystères de Paris no 4, 1994, sous le titre Le sapin pousse dans les caves

## Adaptations

### Au cinéma
1977 : La Nuit de Saint-Germain-des-Prés, film français réalisé par Bob Swaim, d’après le roman homonyme de Léo Malet, avec Michel Galabru dans le rôle de Nestor Burma, Annick Alane (Hélène), Mort Shuman (Germain) et Daniel Auteuil (Rémy).

### En bande dessinée
- La Nuit de Saint-Germain-des-Prés de Léo Malet, adapté par le dessinateur Emmanuel Moynot, d'après l'univers de Jacques Tardi, Paris, Casterman, 2005.  (ISBN 2-203-39908-2)

## Sources
- Jacques Baudou (dir.), Les Nombreuses Vies de Nestor Burma, Nantes, Les Moutons électriques, coll. « La Bibliothèque rouge no 18 », 2010, 333 p. (ISBN 978-2-36183-003-8, OCLC 670472170), p. 105-108.
- Francis Lacassin, Sous le masque de Léo Malet, Nestor Burma, Amiens, Encrage, coll. « Portraits » (no 4), 1991 (ISBN 978-2-906-38932-8, OCLC 406670086), p. 57-62
- Jean Tulard, Dictionnaire du roman policier : 1841-2005. Auteurs, personnages, œuvres, thèmes, collections, éditeurs, Paris, Fayard, 2005, 768 p. (ISBN 978-2-915793-51-2, OCLC 62533410), p. 241-242.